# Nargin Island
Nargin Island (azerbajdzjanska: Böyük Zirə Adası) är en ö i Azerbajdzjan.   Den ligger i distriktet Baku, i den östra delen av landet, 10 km söder om huvudstaden Baku.